# Paranoia (島みやえい子の曲)
「Paranoia」（パラノイア）は、島みやえい子のシングル。2009年7月29日にジェネオンエンタテインメントから発売された。

## 概要
元々この楽曲はI've設立10周年を記念して販売されたボックスI've Sound 10th Anniversary 「Departed to the future」Special CD BOXに収録されており、その楽曲をシングルカットをしただけのものとなる予定。島みやえい子のシングルとしては初めてのノンタイアップシングルであり、かつジェネオンエンタテインメントからリリースされた初のシングルである。

## 収録曲
（全作曲・編曲：高瀬一矢）
1. Paranoia [4:18]
  - 作詞：島みやえい子
2. To lose in amber-I'VE in BUDOKAN 2009 Live Ver.- [3:19]
  - 作詞：SAYUMI
3. Paranoia （Instrumental）